# グリーンティー・リキュール
グリーンティー・リキュールとは、日本原産のリキュールの1種である。原料の1つに緑茶が使用されているのが特徴。代表的なものとして、1960年に発売されたヘルメス・グリーンティー・リキュールが挙げられる。緑茶の香りと渋みを生かした甘めのリキュールで、アペリティフとしても飲用されている。アルコール度数は25 %前後、エキス分は47 %前後。

## 概要
グリーンティー・リキュールの中でも代表格として特筆される、ヘルメス・グリーンティー・リキュールは、宇治産の玉露を原料とする。さらに、香りを損なうことのないよう石臼で丁寧に引かれた抹茶とともに中性スピリッツに浸漬する。その後、濾過を行ってからブランデー、シロップを加えることにより、製造されている。
こうして製造されたグリーンティー・リキュールは、緑茶の色がそのまま抽出された、透き通った緑色をしている。また、ブランデーとシロップの甘みが緑茶の香りと非常にマッチしており、生クリームや牛乳などと、また、同じお茶であるウーロン茶と相性が良いとされている。このためグリーンティー・リキュールは、カクテルの材料としても使用されている。

## さまざまなグリーンティ・リキュール
「ヘルメス・グリーンティー・リキュール（アルコール度数＝25 %）」を始祖、代表格とする文献があるが、2007年現在では他にも「ジャポネ・抹茶、アルコール度数＝20％」や「SaSa(茶々)、アルコール度数＝24 %」や「Dover Green Tea Liqueur（ドーバー・グリーンティー・リキュール）、アルコール度数＝20 %、エキス分＝25％」といった銘柄のグリーンティー・リキュールも登場している。

## グリーンティー・リキュールを使ったカクテル
レイク・クイーン
1984年に行われた、サントリー主催のカクテル・コンベンションでグランプリを獲得したカクテル。作者は渡辺一也。グリーンティー・リキュールに相性が良いとされる生クリーム、さらにウォッカとパイナップル・ジュースを加えた、甘く、濃厚なカクテルに仕上がっている。なお、ショートドリンク（ショートカクテル）の1種である。
グリーンティー・リキュール20ml、ウォッカ20ml、パイナップル・ジュース10ml、生クリーム10mlを十分にシェークし、カクテル・グラス（容量75〜90ml程度）に注いで供する。
照葉樹林
グリーンティー・リキュールをウーロン茶で割っただけの、非常にシンプルなカクテル。照葉樹林文化圏の産物である緑茶とウーロン茶を使用して作られるカクテルなので、照葉樹林と命名された。
グリーンティー・リキュールのアルコール度数が抑えられ、またグリーンティー・リキュールはウーロン茶との相性も良いとされることから、アペリティフとして手軽に飲用されている。こちらは冷たいタイプのロングドリンク（ロングカクテル）の1種である。
作り方は、グリーンティー・リキュール45mlを氷の入ったタンブラー（容量240ml程度）に注ぎ、ウーロン茶で満たし、ビルドすれば完成となる。
なお、カクテル名の由来からも判るように、元々のレシピはグリーンティー・リキュールとウーロン茶だけで作られるものであったが、後にラムを加えるレシピが考案された。こちらは、グリーンティー・リキュール30ml、ホワイト・ラム30mlに、適量のウーロン茶を加えて作られる。
グリーン・フィールズ
こちらを参照。